# Ginés Ramón García Beltrán

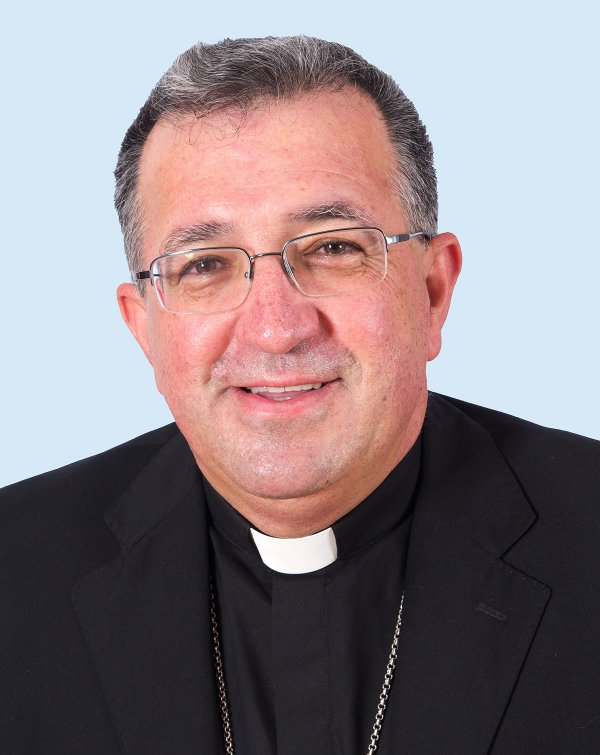
Bischof Ginés Ramón García Beltrán

Wappen als Bischof von Guadix

Ginés Ramón García Beltrán (* 3. Oktober 1961 in Lorca, Spanien) ist ein spanischer Geistlicher und römisch-katholischer Bischof von Getafe.

## Leben
Ginés Ramón García Beltrán empfing am 20. September 1985 das Sakrament der Priesterweihe für das Bistum Almería.
Am 3. Dezember 2009 ernannte ihn Papst Benedikt XVI. zum Bischof von Guadix. Der Apostolische Nuntius in Spanien, Erzbischof Renzo Fratini, spendete ihm am 27. Februar 2010 die Bischofsweihe; Mitkonsekratoren waren der Bischof von Almería, Adolfo González Montes, und der emeritierte Bischof von Guadix, Juan García-Santacruz Ortiz. Am 13. Juli 2016 wurde er Mitglied des Kommunikationssekretariats (heute: Dikasterium für die Kommunikation) der Römischen Kurie.
Papst Franziskus ernannte ihn am 3. Januar 2018 zum Bischof von Getafe. Die Amtseinführung fand am 24. Februar desselben Jahres statt.